# Биллингхёрст, Гильермо
Гилье́рмо Энри́ке Биллингхёрст Ангу́ло (исп. Guillermo Enrique Billinghurst Angulo; 27 июля 1851, Арика, Перу — 28 июня 1915, Икике, Чили) — перуанский политик, президент Перу в 1912—1914 годах. Крупный предприниматель.
Гильермо Биллингхёрст был одним из лидеров Демократической партии (El Partido Demócrata) — основного оппонента Сивилистской партии (El Partido Civil), доминирующей на политической сцене того времени. Членами Демократической партии являлись преимущественно представители национальной буржуазии юга страны, ориентированные на внутренний рынок, в отличие от сивилистов, интересы которых прямо или косвенно были связаны с иностранным капиталом и имели как правило внешнюю (экспортную) направленность. Противостояние этих партий, вплоть до смерти одного из её лидеров — Николаса де Пьеролы (1839—1913) и свержения Г. Э. Биллингхёрста (1914), определяло смысл политической борьбы и логику преобразований в стране.
Во время президентства Пьеролы (1895—1899) Биллингхёрст занимал пост вице-президента и был вовлечён в процесс урегулирования территориальных споров с Чили из-за провинций Такна и Арика. Договор уже был подписан, и получил название «Договор Биллингхёрст — Латорре», но он не был ратифицирован чилийским парламентом, из-за чего позже последовал разрыв дипломатических отношений между Перу и Чили в 1901 году.

## Выборы 1912
Выборы президента в 1912 году были самыми напряжёнными за время существования «Аристократической республики» (период правления президентов выходцев из гражданской элиты страны). За время лидирования в политической жизни страны Сивилистской партии созрело новое гражданское общество, появился новый класс, однако самой партии ввиду её консервативности становилось трудно управлять новыми силами, образовавшимся в стране. На новых выборах от Сивилистской партии кандидатом в президенты был выдвинут Антеро Аспильяга, но в широких слоях населения он не имел поддержки, поскольку занимал крайне консервативные позиции. В условиях крайней политической нестабильности общественные организации, очевидно связанные с Биллингхёрстом, известным своим популизмом, смогли организовать всеобщую забастовку, заблокировать всеобщие выборы и склонить Конгресс к назначению его президентом.

## Президентство
Одним из главных достижений правительства Биллингхёрста считается установление в Перу восьмичасового рабочего дня.
В условиях обострения отношений с Конгрессом, большинство членов которого находилось в оппозиции Президенту, Биллингхёрст собирался провести плебисцит с целью изменения Конституции для усиления исполнительной власти.
В этих условиях представители гражданской и военной оппозиции активизировали заговорщическую деятельность, имеющую целью свержение Президента. Гильермо Биллингхёрст был смещён со своего поста 4 февраля 1914 года в результате военного переворота, организованного полковником Оскаром Бенавидесом, Мануэлем Прадо и Угартече и членами консервативного крыла сивилистской партии. Биллингхёрст был вынужден покинуть страну и умер в следующем году в Чили в Икике. Спустя два года останки Биллигхёрста в соответствии с государственным законом были возвращены на родину. Гроб с телом экс-президента встречали массы рабочих, в интересах которых он провел значительное число преобразований. Биллингхёрст похоронен на одном из центральных кладбищ Лимы — кладбище «Пастор Матиас Маэстро».

## Интересные факты
- Жена американского актёра Роберта Дюваля, аргентинская актриса Лусиана Педраса, является внучатой племянницей Гильермо Биллингхёрста, а также внучкой Сюзаны Феррари Биллингхёрст[англ.], первой лётчицы южноамериканского континента.